# Brachytarsomys mahajambaensis
Brachytarsomys mahajambaensis ist ein ausgestorbenes Nagetier aus dem Nordwesten Madagaskars. Die Art ist nur durch neun isolierte Molaren überliefert, die während einer 2001 begonnenen Feldarbeit an mehreren Stellen gefunden wurden. Sie wurde erstmals 2010 beschrieben und wird zusammen mit zwei größeren rezenten Arten, die sich von den Fossilien in einigen Details der Zahnmorphologie unterscheiden, der Gattung der Madagaskar-Weißschwanzratten (Brachytarsomys) zugeordnet.
Die Anwesenheit von B. mahajambaensis, einem seltenen Element der lokalen Nagetierfauna, deutet darauf hin, dass die Fundregion in der Vergangenheit feuchter war.

## Merkmale
Brachytarsomys mahajambaensis ist über neun fossile isolierte Molaren überliefert, darunter zwei erste obere Molaren (M1), von denen einer gebrochen ist, zwei zweite obere Molaren (M2), einem M3, zwei zweite untere Molaren (m2) und zwei m3. Sie sind im Allgemeinen vergleichbar mit den entsprechenden Zähnen der beiden anderen Arten, aber kleiner. Es gibt einige Unterschiede in der Molarstruktur, die aber bei größeren Proben wahrscheinlich relativiert werden.

## Verbreitung

Fundorte von Brachytarsomys mahajambaensis im Nordwesten von Madagaskar

Zähne von Brachytarsomys mahajambaensis wurden in den Regionen um Antsingiavo, Belobaka und Ambatomainty im Nordwesten von Madagaskar gefunden. Sie werden stratigrafisch in das Spätpleistozän (vor 126.000 bis 10.000 Jahren) und Holozän (vor weniger als 10.000 Jahren) eingeordnet.

## Lebensweise
Über die Lebensweise der Tiere liegen keine Angaben vor. Wahrscheinlich entsprach sie der Lebensweise der beiden nah verwandten Arten innerhalb der gleichen Gattung.
Arten der Gattung Brachytarsomys sind ein seltenes Element der Nagetierfauna Madagaskars, die von mehreren Arten der Bilchschwänze (Eliurus) und der Madagaskar-Großfußmäuse (Macrotarsomys) dominiert wird. Rezente Madagaskar-Weißschwanzratten sind große Ratten, die in Bäumen leben und Früchte in mittleren bis großen Höhen fressen. Die aktuellen sehr trockenen Lebensräume im Nordwesten Madagaskars sind für diese Tiere ausgesprochen unwirtlich und sie kommen dort nicht mehr vor; das frühere Vorhandensein von B. mahajambaensis könnte darauf hinweisen, dass die Region in der Vergangenheit feuchter war.

## Systematik
Fossilien von Brachytarsomys mahajambaensis wurden bei Feldarbeiten im Nordwesten Madagaskars gefunden, die 2001 begannen. Die Art wurde in einer im Jahr 2010 erschienenen Arbeit von Pierre Mein und Kollegen zusammen mit einem anderen ausgestorbenen Nagetier, Nesomys narindaensis, beschrieben.
Der Artname „mahajambaensis“ bezieht sich auf die Mahajamba Bay, die sich in der Nähe der Orte befindet, an denen die Überreste der Art gefunden wurden. Sie gehört zur Gattung Brachytarsomys, in die sie zusammen mit zwei größeren und heute noch lebenden Arten, B. albicauda und B. villosa eingeordnet wird. Brachytarsomys wird in das ausschließlich auf Madagaskar vorkommende Taxon der Madagaskar-Ratten (Nesomyinae) innerhalb der Nesomyidae eingeordnet, zu der verschiedene afrikanische Nagetiertaxa gehören.

## Belege
1. 1 2 3 4 5 6  P. Mein, F. Sénégas, D. Gommery, B. Ramanivoso, H. Randrianantenaina, P. Kerloc'h: Nouvelles espèces subfossiles de rongeurs du Nord-Ouest de Madagascar. In: Comptes Rendus Palevol 9(3), 2010; S. 101–112. doi:10.1016/j.crpv.2010.03.002 (auf Französisch).